# Воскресенский наплавной мост
Воскресе́нский наплавно́й мост — несохранившийся плашкоутный мост через Неву в Санкт-Петербурге, соединявший центральную часть города с Выборгской стороной. Был сооружён в 1786 году, это был второй мост через Неву. 
Название мост получил от Воскресенской улицы (современный проспект Чернышевского), в створе которой был сооружён.

## История
С 1786 года мост наводился ежегодно в течение 63 лет. В 1803 году мост перевели на место современного Троицкого моста, а на старом месте соорудили новый мост.
В 1849 году, после упразднения и сноса Литейного двора, Воскресенский мост был переведён на место современного Литейного моста и переименован в Литейный.
В 1875 году начались работы по сооружению постоянного Литейного моста. Чтобы не разрывать связь центра города с Выборгской стороной, Воскресенский мост был восстановлен на старом месте. В 1876 году выполнен ремонт 5 плашкоутов. После окончания строительства постоянного Литейного моста в 1879 году, Воскресенский наплавной мост был отведен к берегу и разобран в октябре 1881 года. В августе 1882 года по распоряжению городской управы плашкоуты, железные и деревянные части моста были проданы с торгов.